# Староайбесинское сельское поселение
Староайбе́синское се́льское поселе́ние (чув. Кивĕ Эйпеç ял тӑрӑхӗ) — муниципальное образование в Алатырском районе Чувашской Республики Российской Федерации.
Административный центр — село Старые Айбеси.

## География
Северная граница Старо-Айбесинского сельского поселения проходит по северной стороне кварталов 1-14 Октябрьского лесничества Первомайского лесхоза и  кварталов 1, 2, 3 Чапаевского лесничества Первомайского лесхоза, далее по северной границе д. Новые Выселки поворачивает на север на протяжении 500 метров и под 90 градусов на восток по северным границам землепользования сельскохозяйственного производственного кооператива «Айбесинский».
Восточная граница идет по восточным сторонам землепользования сельскохозяйственного производственного кооператива «Айбесинский», на протяжении 2878,9 метров граница идет  в южном направлении между землями сельскохозяйственного производственного кооператива «Айбесинский». Далее граница идет по восточной стороне 16, 22, 29 кварталов Чапаевского лесничества Первомайского лесхоза.
Южная граница проходит в западном направлении и идет по южной границе кварталов 29,28,27 проходит в направлении юго-восточной стороны квартала 58 и далее по южным сторонам кварталов 57,56,55,54,53,52,51,50,49,48,47,46,45 Октябрьского лесничества Первомайского лесхоза до юго-восточной стороны 45 квартала Октябрьского лесничества Первомайского лесхоза.
Западная граница идет в северном направлении между землями Первомайского и Алатырского лесхозов по восточной стороне кварталов 45, 31, 17, 1 Октябрьского лесничества  Первомайского лесхоза. Насчитывается 420 домохозяйств. По территории поселения протекает река Орбездна, приток Бездны.

## История
Статус и границы сельского поселения установлены Законом Чувашской Республики от 24 ноября 2004 года № 37 «Об установлении границ муниципальных образований Чувашской Республики и наделении их статусом городского, сельского поселения, муниципального района и городского округа».

## Население
| 2010 | 2012 | 2013 | 2014 | 2015 | 2016 | 2017 |
| ---- | ---- | ---- | ---- | ---- | ---- | ---- |
| 896  | ↘875 | ↘839 | ↘821 | ↘804 | ↘770 | ↘750 |
| 2018 | 2019 | 2020 | 2021 |      |      |      |
| ↘728 | ↘693 | ↘681 | ↘672 |      |      |      |

## Состав сельского поселения
| № | Населённый пункт | Тип населённого пункта       | Население |
| - | ---------------- | ---------------------------- | --------- |
| 1 | Новые Выселки    | деревня                      | ↗35       |
| 2 | Старые Айбеси    | село, административный центр | ↗986      |

## Инфраструктура
На территории поселения функционируют следующие организации:
- офис врача общей практики;
- МОУ «Староайбесинская средняя общеобразовательная школа» [14];
- Староайбесинский сельский дом культуры;
- Староайбесинская сельская модельная библиотека;
- почтовое отделение № 26;
- пять продуктовых  магазинов и один магазин хозяйственный;
- детские ясли.

## Русская православная церковь
Церковь Вознесения Господня, построенная в 1840 году.

## Известные жители
- С. М. Лашман — чувашский писатель[15].